# Anogmus piceae
Anogmus piceae är en stekelart som först beskrevs av Ruschka 1921.  Anogmus piceae ingår i släktet Anogmus och familjen puppglanssteklar. Arten är reproducerande i Sverige. Inga underarter finns listade i Catalogue of Life.